# Téléphérique du Palais de la Culture
Le téléphérique du Palais de la Culture est un téléphérique urbain de la ville d'Alger qui relie le boulevard des Fusillés, dans la commune de Hussein Dey, au Palais de la culture Moufdi Zakaria sur le plateau d'El Annasser, dans la commune de Kouba.

## Historique
Construit par la société française Poma, le téléphérique du Palais de la Culture a été mis en service en 1987. Il a été rénové en 2007.

## Caractéristiques
Le téléphérique a une longueur d'environ 404 mètres.
| Numéro | Nom                  | Caractéristique           | Altitude |
| ------ | -------------------- | ------------------------- | -------- |
| 1      | Oued Kniss           |                           | 22 m     |
| 2      | Palais de la culture | Gare tension Gare motrice | 109 m    |

Deux cabines, d'une capacité de 35 personnes, desservent alternativement les deux stations du téléphérique. La durée du trajet est d'environ deux minutes,.

## Exploitation
Le téléphérique du Palais de la Culture est exploité par l'Entreprise de transport algérien par câbles (ETAC), qui exploite et gère tous les téléphériques et télécabines d'Algérie, avec un service quotidien de 6 h à 19 h,.

## À proximité
- Station Oued Kniss :
  - le quartier El Annasser.
- Station Palais de la culture :
  - le palais de la culture Moufdi Zakaria.